# Pestalotiopsis leucopogonis
Pestalotiopsis leucopogonis är en svampart som beskrevs av Nag Raj 1993. Pestalotiopsis leucopogonis ingår i släktet Pestalotiopsis och familjen Amphisphaeriaceae.   Inga underarter finns listade i Catalogue of Life.